# Kaufhaus Adolf Frank

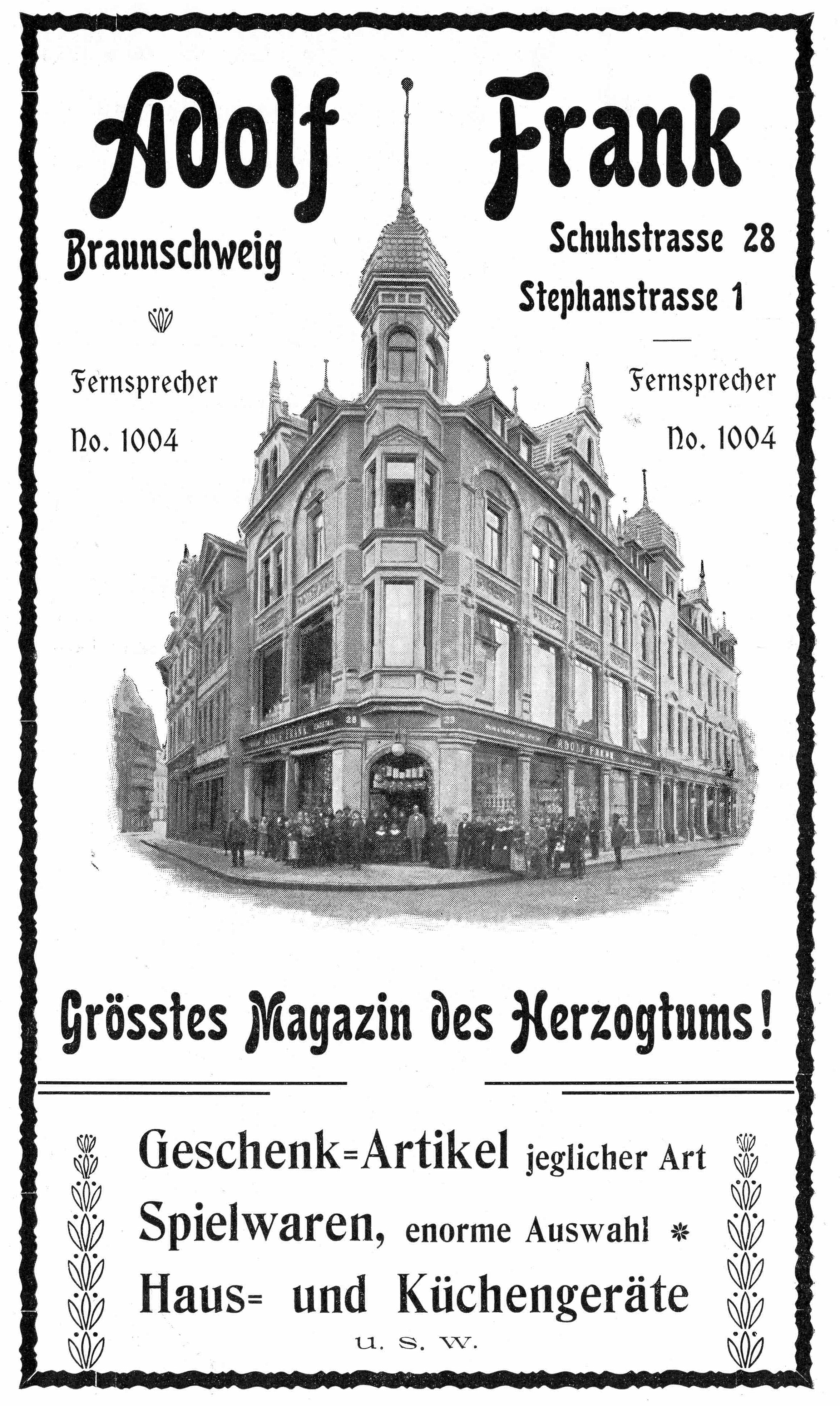
Kaufhaus Adolf Frank, um 1899

Das Kaufhaus Adolf Frank wurde 1889 von dem jüdischen Kaufmann Adolf Frank (1863–1924) in Braunschweig gegründet. Es war das erste Kaufhaus der Stadt und entwickelte sich schnell zum größten des gesamten Herzogtums Braunschweig. Es bestand bis zu seinem erzwungenen Verkauf 1938.

## Unternehmensgeschichte (1889–1938)
Der 1863 in Gleidingen, 70 km westlich von Braunschweig, geborene Adolf Frank gründete 1889 im Alter von 26 Jahren eine Kurzwaren-Einzelhandelsgeschäft, aus dem sich schon bald das erste Kaufhaus Braunschweigs entwickelte. Sein Standort war das Eckgrundstück Schuhstraße 28 / Stephanstraße 1. Schnell wurde das Geschäft zum größten Kaufhaus im gesamten Herzogtum. Zu seinen besten Zeiten beschäftigte es 125 Angestellte. Ebenfalls an der Stephanstraße, direkt gegenüber, entstand nur wenig später das Kaufhaus Karstadt, das sich noch heute dort befindet.
Adolf Frank starb 1924 in Braunschweig. Nach seinem Tod wurde das Kaufhaus von seinem Sohn Herbert und dem Schwiegersohn Gustav-Elias Forstenzer fortgeführt, bis diese es im Zuge der nationalsozialistischen „Arisierungen“ 1938 nach massivem Druck seitens der Nationalsozialisten verkaufen mussten. Der Käufer war in solchen Fällen meist ein „verdienter Parteigenosse“ der NSDAP (und u. U. Inhaber eines Konkurrenzunternehmens).
Als Vorbote dieser Entwicklung kann der sogenannte „Warenhaussturm“ betrachtet werden, in dessen Verlauf am 11. März 1933 „bei Frank die großen Spiegelscheiben bis auf eine mit mitgebrachten Steinen, vielfach in Papier eingewickelten Ziegelsteinen, eingeschlagen [wurden …] Dann ging es mit Johlen, Schreien und Schießen weiter zu dem großen Karstadt-Hause, das gerade gegenüber liegt“. Auch dort „flogen […] die Steine und klirrend brachen die Scheiben […] Einige Käufer, die […] aus dem Kaufhaus Frank kamen, sollen mißhandelt worden sein“. Beim weiteren „Zuge durch den Hutfiltern wurden dann auch bei dem Kaufhaus Hamburger u. Littauer sechs große Schaufensterscheiben eingeworfen“. Im Gegensatz zum „Kaufhaus Karstadt, zum Teil in jüdischem Aktienbesitz“, das bereits „im März 1933 »arisiert«“ wurde, verblieb das Kaufhaus Frank noch bis 1938 bei seinen jüdischen Eigentümern.

### Familie Frank

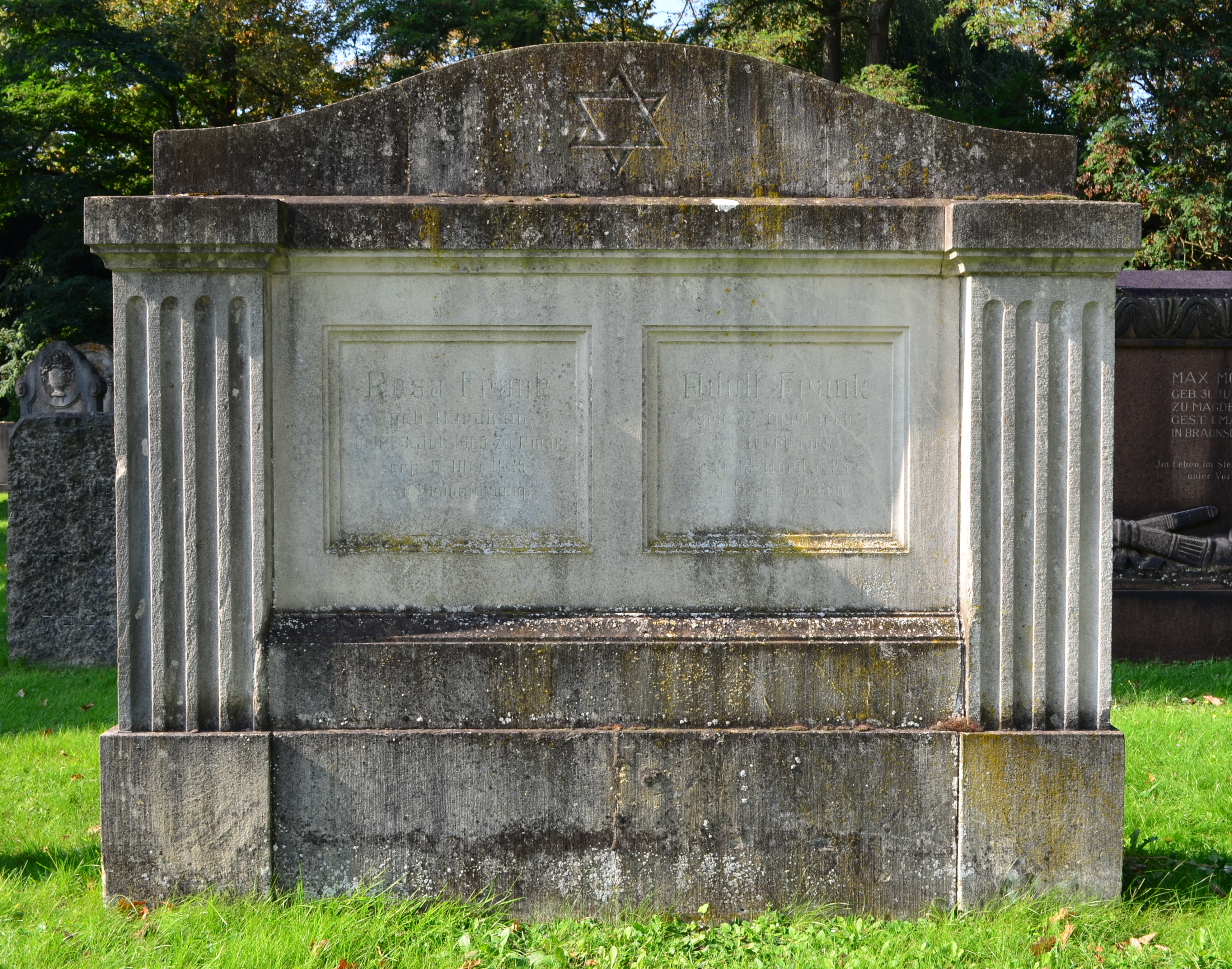
Grabstein von Adolf und Rosa Frank auf dem Jüdischen Friedhof

Adolf Frank wohnte im Östlichen Ringgebiet, im Haus Lützowstraße 6, und war mit Rosa geb. Abraham (1865–1935) verheiratet. Sie hatten drei Kinder: Edith (1891–1963), Lucie-Sara (* 1893), spätere Ehefrau von Gustav-Elias Forstenzer, und Herbert (* 1895). Herbert Frank war mit Ilse Helmbold (* 1897) verheiratet und hatte eine Tochter namens Ilse (* 1926).
In der von den Nationalsozialisten inszenierten sogenannten „Reichskristallnacht“ wurden Herbert Frank und sein Schwager Gustav-Elias Forstenzer verhaftet und vorübergehend im KZ Buchenwald festgehalten. Nach ihrer überraschenden Freilassung Anfang Dezember wanderte sowohl die gesamte Familie Frank als auch die gesamte Familie Forstenzer aus. Familie Forstenzer emigrierte am 9. Dezember 1938 in die USA und Familie Frank fünf Tage später am 14. Dezember 1938 zunächst nach Haiti und im Jahr 1940 ebenfalls in die USA.

## „Arisierung“, Zerstörung und frühe Nachkriegszeit

### Stöber (1938–1960)
Nach den Novemberpogromen 1938 erfolgte eine „Arisierung“ des einstmals „jüdischen Kaufhauses“, neuer Eigentümer wurde dabei der Braunschweiger Unternehmer Karl Stöber (1905–1960). Während eines Bombenangriffs auf Braunschweig im Verlauf des Zweiten Weltkriegs wurde das Gebäude 1944 weitgehend zerstört. In den ersten Nachkriegsjahren wurde es allmählich instand gesetzt und diente weiterhin als Kaufhaus. Erst in den Jahren des „Wirtschaftswunders“ wurde ein Neubau errichtet, dessen Eröffnung 1956 erfolgte. Das neue „Kaufhaus Stöber“ verfügte damals über die erste Rolltreppe Braunschweigs. „Zudem erhellte eine gewaltige Stöber-Leuchtreklame die Nacht.“ Karl Stöber starb am 7. Februar 1960, woraufhin das Kaufhaus erneut den Eigentümer wechselte.

## Vom „Wirtschaftswunder“ bis heute

### Bilka (1960–1975)
Am 8. Juli 1960 öffnete das Kaufhaus Bilka, eine Tochtergesellschaft des Warenhauskonzerns Hertie, seine Pforten. Bilka vergrößerte die Verkaufsfläche durch Umbaumaßnahmen auf 2000 m² und führte in der Lebensmittel-Abteilung die damals noch seltene Selbstbedienung ein. In dieser Zeit waren zuletzt 130 Angestellte in dem Kaufhaus beschäftigt. Im Jahr 1975 schloss Bilka.

### Hertie Einrichtungshaus (1975–1987)
Der Bilka-Mutterkonzern Hertie eröffnete 1975 in dem Gebäude ein Einrichtungshaus. Mit der Schließung des Bilka-Kaufhauses waren 111 Angestellte entlassen worden; im Hertie-Einrichtungshaus arbeiteten bei dessen Eröffnung demzufolge noch 19 Angestellte. Nach weiteren 12 Jahren endete auch dieser Abschnitt der wechselvollen Geschichte, Hertie verkaufte das Gebäude.

### Kimmich (1987–2006)
Bevor das Stockstädter Textil-Unternehmen Kimmich seine Verkaufs-Niederlassung an der Schuhstraße eröffnete, wurde wiederum großflächig umgebaut und die Verkaufsfläche auf 3000 m² erweitert. Die Fassade wurde saniert und der markante „Turm“ im Eingangsbereich gekürzt. 1997 bekam das Haus „eine neue Fassade und ein ausladendes Glasvordach, das die gesamte Eckfront umspannte“. Als Kimmich im Jahr 2006 schloss, hatte das Modehaus noch eine Verkaufsfläche von 1800 m² und 26 Angestellte. Danach stand das Gebäude einige Zeit leer.

### New Yorker (seit 2007)
2007 erwarb das Braunschweiger Bekleidungshändler New Yorker das Gebäude und ließ es mit einem Investitionsvolumen von rund 13 Millionen Euro erneut umbauen. Den Entwurf für diesen Umbau lieferte der Architekt Karsten K. Krebs, der bereits mehrere Häuser für das Braunschweiger Unternehmen plante. Die Verkaufsfläche umfasste nun 2500 m², verteilt auf vier Geschosse. Nach der 1960 erloschenen Stöber-Leuchtreklame wurde im Zuge des Umbaus erneut eine sehr auffällige Installation am „Turm“ angebracht, eine rund 120 m² große LED-Wall über die Höhe der „vier oberen Geschosse oberhalb des Gebäudeeingangs“ an der westlichen „Schmalseite in der Achse der Schuhstraße“, nach Angaben des neuen Eigentümers eines „der größten Displays Europas für Animationen, Filme und Fotos“. Der Eröffnungstermin war für Ostern 2008 geplant. In dem neuen „Geschäftshaus für junge Mode“ sollten dann 50 Angestellte arbeiten.